# Rick Ross/Diskografie
Diese Diskografie ist eine Übersicht über die musikalischen Werke des US-amerikanischen Rappers Rick Ross. Den Schallplattenauszeichnungen zufolge hat er bisher mehr als 67,7 Millionen Tonträger verkauft, davon alleine in seiner Heimat über 61,5 Millionen. Seine erfolgreichste Veröffentlichung ist die Single Money in the Grave mit über 7,7 Millionen verkauften Einheiten.

## Alben

### Studioalben
| Jahr | Titel Musiklabel                            | Höchstplatzierung, Gesamtwochen, AuszeichnungChartplatzierungen (Jahr, Titel, Musiklabel, Platzierungen, Wochen, Auszeichnungen, Anmerkungen) | Höchstplatzierung, Gesamtwochen, AuszeichnungChartplatzierungen (Jahr, Titel, Musiklabel, Platzierungen, Wochen, Auszeichnungen, Anmerkungen) | Höchstplatzierung, Gesamtwochen, AuszeichnungChartplatzierungen (Jahr, Titel, Musiklabel, Platzierungen, Wochen, Auszeichnungen, Anmerkungen) | Höchstplatzierung, Gesamtwochen, AuszeichnungChartplatzierungen (Jahr, Titel, Musiklabel, Platzierungen, Wochen, Auszeichnungen, Anmerkungen) | Höchstplatzierung, Gesamtwochen, AuszeichnungChartplatzierungen (Jahr, Titel, Musiklabel, Platzierungen, Wochen, Auszeichnungen, Anmerkungen) | Anmerkungen                                                 |
| Jahr | Titel Musiklabel                            | DE | AT | CH | UK | US | Anmerkungen                                                 |
| ---- | ------------------------------------------- | --- | --- | --- | --- | --- | ----------------------------------------------------------- |
| 2006 | Port of Miami Island Def Jam (UMG)          | — | — | — | — | US1 Platin · (24 Wo.)US | Erstveröffentlichung: 26. August 2006 Verkäufe: + 1.000.000 |
| 2008 | Trilla Island Def Jam (UMG)                 | — | — | — | — | US1 Gold · (29 Wo.)US | Erstveröffentlichung: 11. März 2008 Verkäufe: + 500.000     |
| 2009 | Deeper Than Rap Island Def Jam (UMG)        | — | — | — | — | US1 (21 Wo.)US | Erstveröffentlichung: 9. Mai 2009                           |
| 2010 | Teflon Don Island Def Jam (UMG)             | — | — | — | — | US2 Gold · (45 Wo.)US | Erstveröffentlichung: 20. Juli 2010 Verkäufe: + 500.000     |
| 2012 | God Forgives, I Don’t Island Def Jam (UMG)  | — | — | CH33 (3 Wo.)CH | UK8 (3 Wo.)UK | US1 Gold · (23 Wo.)US | Erstveröffentlichung: 30. Juli 2012 Verkäufe: + 500.000     |
| 2014 | Mastermind Island Def Jam (UMG)             | DE89 (1 Wo.)DE | — | CH20 (2 Wo.)CH | UK11 (4 Wo.)UK | US1 (22 Wo.)US | Erstveröffentlichung: 28. Februar 2014                      |
| 2014 | Hood Billionaire Def Jam (UMG)              | — | — | — | UK61 (1 Wo.)UK | US6 (10 Wo.)US | Erstveröffentlichung: 24. November 2014                     |
| 2015 | Black Market Def Jam (UMG)                  | — | — | — | — | US6 (13 Wo.)US | Erstveröffentlichung: 4. Dezember 2015                      |
| 2017 | Rather You Than Me Epic Records (Sony)      | — | — | CH37 (1 Wo.)CH | UK29 (1 Wo.)UK | US3 (17 Wo.)US | Erstveröffentlichung: 17. März 2017                         |
| 2019 | Port of Miami 2 Epic Records (Sony)         | — | — | CH39 (1 Wo.)CH | UK18 (1 Wo.)UK | US2 (11 Wo.)US | Erstveröffentlichung: 9. August 2019                        |
| 2021 | Richer Than I Ever Been Epic Records (Sony) | — | — | — | — | US22 (3 Wo.)US | Erstveröffentlichung: 10. Dezember 2021                     |

### Kollaboalben
| Jahr | Titel Musiklabel                            | Höchstplatzierung, Gesamtwochen, AuszeichnungChartplatzierungen (Jahr, Titel, Musiklabel, Platzierungen, Wochen, Auszeichnungen, Anmerkungen) | Höchstplatzierung, Gesamtwochen, AuszeichnungChartplatzierungen (Jahr, Titel, Musiklabel, Platzierungen, Wochen, Auszeichnungen, Anmerkungen) | Höchstplatzierung, Gesamtwochen, AuszeichnungChartplatzierungen (Jahr, Titel, Musiklabel, Platzierungen, Wochen, Auszeichnungen, Anmerkungen) | Höchstplatzierung, Gesamtwochen, AuszeichnungChartplatzierungen (Jahr, Titel, Musiklabel, Platzierungen, Wochen, Auszeichnungen, Anmerkungen) | Höchstplatzierung, Gesamtwochen, AuszeichnungChartplatzierungen (Jahr, Titel, Musiklabel, Platzierungen, Wochen, Auszeichnungen, Anmerkungen) | Anmerkungen                                           |
| Jahr | Titel Musiklabel                            | DE | AT | CH | UK | US | Anmerkungen                                           |
| ---- | ------------------------------------------- | --- | --- | --- | --- | --- | ----------------------------------------------------- |
| 2023 | Too Good to Be True Maybach Music (Maybach) | — | — | — | — | US23 (2 Wo.)US | Erstveröffentlichung: 10. November 2023 mit Meek Mill |

Weitere Kollaboalben
- 2009: Custom Cars & Cycles (als Triple C’s)
- 2011: Self Made Vol. 1 (mit Maybach Music Group)
- 2012: Self Made Vol. 2 (mit Maybach Music Group)
- 2013: Self Made Vol. 3 (mit Maybach Music Group)

### Kompilationen
| Jahr | Titel Musiklabel                     | Höchstplatzierung, Gesamtwochen, AuszeichnungChartplatzierungen (Jahr, Titel, Musiklabel, Platzierungen, Wochen, Auszeichnungen, Anmerkungen) | Höchstplatzierung, Gesamtwochen, AuszeichnungChartplatzierungen (Jahr, Titel, Musiklabel, Platzierungen, Wochen, Auszeichnungen, Anmerkungen) | Höchstplatzierung, Gesamtwochen, AuszeichnungChartplatzierungen (Jahr, Titel, Musiklabel, Platzierungen, Wochen, Auszeichnungen, Anmerkungen) | Höchstplatzierung, Gesamtwochen, AuszeichnungChartplatzierungen (Jahr, Titel, Musiklabel, Platzierungen, Wochen, Auszeichnungen, Anmerkungen) | Höchstplatzierung, Gesamtwochen, AuszeichnungChartplatzierungen (Jahr, Titel, Musiklabel, Platzierungen, Wochen, Auszeichnungen, Anmerkungen) | Anmerkungen                           |
| Jahr | Titel Musiklabel                     | DE | AT | CH | UK | US | Anmerkungen                           |
| ---- | ------------------------------------ | --- | --- | --- | --- | --- | ------------------------------------- |
| 2007 | Rise to Power Suave House II (Suave) | — | — | — | — | US62 (2 Wo.)US | Erstveröffentlichung: 6. Oktober 2007 |

### Mixtapes
- 2010: The Albert Anastasia EP
- 2010: Ashes to Ashes
- 2012: Rich Forever
- 2015: Black Dollar

### Soundtracks
- 2008: M.I. Yayo: The Movie

## Singles

### Als Leadmusiker
| Jahr | Titel Album                                 | Höchstplatzierung, Gesamtwochen, AuszeichnungChartplatzierungen (Jahr, Titel, Album, Platzierungen, Wochen, Auszeichnungen, Anmerkungen) | Höchstplatzierung, Gesamtwochen, AuszeichnungChartplatzierungen (Jahr, Titel, Album, Platzierungen, Wochen, Auszeichnungen, Anmerkungen) | Höchstplatzierung, Gesamtwochen, AuszeichnungChartplatzierungen (Jahr, Titel, Album, Platzierungen, Wochen, Auszeichnungen, Anmerkungen) | Höchstplatzierung, Gesamtwochen, AuszeichnungChartplatzierungen (Jahr, Titel, Album, Platzierungen, Wochen, Auszeichnungen, Anmerkungen) | Höchstplatzierung, Gesamtwochen, AuszeichnungChartplatzierungen (Jahr, Titel, Album, Platzierungen, Wochen, Auszeichnungen, Anmerkungen) | Anmerkungen                                                                                    |
| Jahr | Titel Album                                 | DE | AT | CH | UK | US | Anmerkungen                                                                                    |
| ---- | ------------------------------------------- | --- | --- | --- | --- | --- | ---------------------------------------------------------------------------------------------- |
| 2006 | Hustlin’ Port of Miami                      | — | — | — | UK— SilberUK | US54 ×2Doppelplatin + Platin (Mastertone) · (17 Wo.)US                                                                                   | Erstveröffentlichung: 20. Mai 2006 Verkäufe: + 3.200.000, Remix feat. Jay-Z & Young Jeezy      |
| 2007 | Push It Port of Miami                       | — | — | — | — | US57 Gold · (14 Wo.)US | Erstveröffentlichung: 16. September 2006 Verkäufe: + 500.000                                   |
| 2008 | The Boss Trilla                             | — | — | — | — | US17 Platin + Platin (Mastertone) · (20 Wo.)US                                                                                           | Erstveröffentlichung: 1. März 2008 Verkäufe: + 2.000.000, feat. T-Pain                         |
| 2008 | Here I Am Trilla                            | — | — | — | — | US41 Gold · (14 Wo.)US | Erstveröffentlichung: 12. Juli 2008 Verkäufe: + 500.000, feat. Nelly & Avery Storm             |
| 2009 | Magnificent Deeper Than Rap                 | — | — | — | — | US62 (11 Wo.)US | Erstveröffentlichung: 21. März 2009 feat. John Legend                                          |
| 2009 | Maybach Music 2 Deeper Than Rap             | — | — | — | — | US92 (1 Wo.)US | Erstveröffentlichung: 9. Mai 2009 feat. Kanye West, T-Pain & Lil Wayne                         |
| 2010 | Super High Teflon Don                       | — | — | — | — | US100 (1 Wo.)US | Erstveröffentlichung: 12. Juni 2010 feat. Ne-Yo                                                |
| 2010 | B.M.F. (Blowin’ Money Fast) Teflon Don      | — | — | — | — | US60 Platin · (16 Wo.)US | Erstveröffentlichung: 24. Juli 2010 Verkäufe: + 1.000.000, feat. Styles P.                     |
| 2010 | Aston Martin Music Teflon Don               | — | — | — | UK— SilberUK | US30 ×3Dreifachplatin · (20 Wo.)US | Erstveröffentlichung: 28. November 2010 Verkäufe: + 3.200.000, feat. Drake & Chrisette Michele |
| 2011 | 9 Piece Ashes to Ashes                      | — | — | — | — | US61 Gold · (2 Wo.)US | Erstveröffentlichung: 14. Mai 2011 Verkäufe: + 500.000, feat. Lil Wayne / T.I.                 |
| 2011 | You the Boss God Forgives, I Don’t          | — | — | — | — | US62 Gold · (17 Wo.)US | Erstveröffentlichung: 7. Oktober 2011 Verkäufe: + 500.000, feat. Nicki Minaj                   |
| 2012 | Stay Schemin’ God Forgives, I Don’t         | — | — | — | UK— SilberUK | US58 Platin · (2 Wo.)US | Erstveröffentlichung: 17. April 2012 Verkäufe: + 1.200.000, feat. Drake & French Montana       |
| 2012 | Diced Pineapples God Forgives, I Don’t      | — | — | — | — | US71 Platin · (16 Wo.)US | Erstveröffentlichung: 21. August 2012 Verkäufe: + 1.000.000, feat. Wale & Drake                |
| 2013 | 100 Black Coffins –                         | DE100 (1 Wo.)DE | — | — | — | — | Erstveröffentlichung: 18. Januar 2013                                                          |
| 2014 | Sanctified Mastermind                       | — | — | — | — | US78 (2 Wo.)US | Erstveröffentlichung: 28. Februar 2014 feat. Kanye West & Big Sean                             |
| 2014 | The Devil Is a Lie Mastermind               | — | — | — | — | US86 Gold · (1 Wo.)US | Erstveröffentlichung: 28. Februar 2014 Verkäufe: + 500.000, feat. Jay-Z                        |
| 2015 | Sorry Black Market                          | — | — | — | — | US97 Gold · (1 Wo.)US | Erstveröffentlichung: 9. Oktober 2015 Verkäufe: + 500.000; feat. Chris Brown                   |
| 2016 | Purple Lamborghini Suicide Squad: The Album | DE85 (4 Wo.)DE | AT56 (7 Wo.)AT | — | UK61 Silber · (5 Wo.)UK | US33 Platin · (10 Wo.)US | Erstveröffentlichung: 22. Juli 2016 Verkäufe: + 1.460.000; feat. Skrillex                      |
| 2017 | I Think She Like Me Rather You Than Me      | — | — | — | — | — | Erstveröffentlichung: 27. Januar 2017 feat. Ty Dolla Sign                                      |
| 2017 | Trap Trap Trap Rather You Than Me           | — | — | — | — | US97 (1 Wo.)US | Erstveröffentlichung: 17. März 2017 feat. Young Thug & Wale                                    |
| 2019 | Gold Roses Port of Miami 2                  | — | — | CH99 (1 Wo.)CH | UK42 (3 Wo.)UK | US39 Platin · (3 Wo.)US | Erstveröffentlichung: 26. Juli 2019 Verkäufe: + 1.040.000; feat. Drake                         |
| 2020 | Banana Clip –                               | — | — | — | — | — | Erstveröffentlichung: 28. Februar 2020 mit Redeyez & Ace Binladen                              |
| 2023 | Shaq & Kobe –                               | — | — | — | — | US83 (1 Wo.)US | Erstveröffentlichung: 29. September 2023 mit Meek Mill                                         |

### Als Gastmusiker
| Jahr | Titel Album                                   | Höchstplatzierung, Gesamtwochen, AuszeichnungChartplatzierungen (Jahr, Titel, Album, Platzierungen, Wochen, Auszeichnungen, Anmerkungen) | Höchstplatzierung, Gesamtwochen, AuszeichnungChartplatzierungen (Jahr, Titel, Album, Platzierungen, Wochen, Auszeichnungen, Anmerkungen) | Höchstplatzierung, Gesamtwochen, AuszeichnungChartplatzierungen (Jahr, Titel, Album, Platzierungen, Wochen, Auszeichnungen, Anmerkungen) | Höchstplatzierung, Gesamtwochen, AuszeichnungChartplatzierungen (Jahr, Titel, Album, Platzierungen, Wochen, Auszeichnungen, Anmerkungen) | Höchstplatzierung, Gesamtwochen, AuszeichnungChartplatzierungen (Jahr, Titel, Album, Platzierungen, Wochen, Auszeichnungen, Anmerkungen) | Anmerkungen |
| Jahr | Titel Album                                   | DE | AT | CH | UK | US | Anmerkungen |
| --- | --------------------------------------------- | --- | --- | --- | --- | --- | --- |
| 2006 | Holla at Me Listennn…the Album                | — | — | — | — | US59 (4 Wo.)US | Erstveröffentlichung: 28. März 2006 DJ Khaled feat. Lil Wayne, Paul Wall, Fat Joe, Rick Ross & Pitbull |
| 2007 | We Takin’ Over We the Best                    | — | — | — | — | US28 Platin · (17 Wo.)US | Erstveröffentlichung: 1. April 2007 Verkäufe: + 1.000.000, DJ Khaled feat. Akon, T.I., Rick Ross, Fat Joe, Birdman & Lil Wayne |
| 2007 | I’m So Hood We the Best                       | — | — | — | — | US19 Gold + Platin (Mastertone) · (20 Wo.)US                                                                                             | Erstveröffentlichung: 11. September 2007 Verkäufe: + 1.500.000, DJ Khaled feat. T-Pain, Trick Daddy, Rick Ross & Plies |
| 2008 | Out Here Grindin’ We Global                   | — | — | — | — | US38 Gold · (15 Wo.)US | Erstveröffentlichung: 24. Juni 2008 Verkäufe: + 500.000, DJ Khaled feat. Akon, Rick Ross, Plies, Lil Boosie, Ace Hood & Trick Daddy                                                                                                 |
| 2009 | Welcome to the World In the City              | — | — | — | — | US58 (9 Wo.)US | Erstveröffentlichung: 18. Januar 2009 Kevin Rudolf & Rick Ross |
| 2010 | All I Do Is Win Victory                       | — | — | — | UK— SilberUK | US24 ×3Dreifachplatin · (24 Wo.)US | Erstveröffentlichung: 9. Februar 2010 Verkäufe: + 3.310.000, DJ Khaled feat. T-Pain, Ludacris, Rick Ross & Snoop Dogg |
| 2010 | Rap Song RevolveR                             | — | — | — | — | US89 (1 Wo.)US | Erstveröffentlichung: 19. Oktober 2010 T-Pain feat. Rick Ross |
| 2010 | Monster My Beautiful Dark Twisted Fantasy     | — | — | — | UK— PlatinUK | US18 ×3Dreifachplatin · (10 Wo.)US | Erstveröffentlichung: 23. Oktober 2010 Verkäufe: + 3.630.000, Kanye West feat. Jay-Z, Rick Ross, Bon Iver & Nicki Minaj |
| 2011 | Welcome to My Hood We the Best Forever        | — | — | — | — | US79 Gold · (7 Wo.)US | Erstveröffentlichung: 18. Januar 2011 Verkäufe: + 500.000, DJ Khaled feat. Rick Ross, Plies, Lil Wayne & T-Pain |
| 2011 | John Tha Carter IV                            | — | — | — | — | US22 ×2Doppelplatin · (20 Wo.)US | Erstveröffentlichung: 24. März 2011 Lil Wayne feat. Rick Ross |
| 2011 | I’m on One We the Best Forever                | — | — | — | UK— GoldUK | US10 ×5Fünffachplatin · (28 Wo.)US | Erstveröffentlichung: 20. Mai 2011 Verkäufe: + 5.430.000, DJ Khaled feat. Drake, Rick Ross & Lil Wayne |
| 2011 | That Way Self Made Vol. 1                     | — | — | — | — | US49 Gold · (18 Wo.)US | Erstveröffentlichung: 24. Juli 2011 Wale feat. Jeremih & Rick Ross |
| 2011 | I’m a Boss (Remix) Self Made Vol. 1           | — | — | — | — | US51 Platin · (2 Wo.)US | Erstveröffentlichung: 8. November 2011 Meek Mill feat. T.I., Birdman, Lil Wayne, DJ Khaled, Rick Ross & Swizz Beatz |
| 2012 | Think Like a Man Think Like a Man OST         | — | — | — | — | US90 (2 Wo.)US | Erstveröffentlichung: 31. Januar 2012 Jennifer Hudson feat. Ne-Yo & Rick Ross |
| 2012 | Ima Boss (Remix) –                            | — | — | — | — | US51 (2 Wo.)US | Erstveröffentlichung: 7. Februar 2012 Meek Mill feat. T.I., Birdman, Lil Wayne, DJ Khaled, Rick Ross & Swizz Beatz |
| 2012 | Bag of Money G’s in Mayback 2                 | — | — | — | — | US64 (13 Wo.)US | Erstveröffentlichung: 23. März 2012 Wale feat. Rick Ross, Meek Mill & T-Pain |
| 2012 | Take It to the Head Kiss the Ring             | — | — | — | — | US58 Platin · (20 Wo.)US | Erstveröffentlichung: 3. April 2012 DJ Khaled feat. Chris Brown, Rick Ross, Nicki Minaj & Lil Wayne |
| 2012 | When the Sun Comes Up –                       | DE76 (2 Wo.)DE | — | — | — | — | Erstveröffentlichung: 20. April 2012 Heidi Anne feat. T-Pain, Lil Wayne, Rick Ross & Glasses Malone |
| 2012 | Lemme See Looking 4 Myself                    | — | — | — | — | US46 Platin · (20 Wo.)US | Erstveröffentlichung: 8. Mai 2012 Verkäufe: + 1.000.000, Usher feat. Rick Ross |
| 2012 | Pop That Excuse My French                     | — | — | — | — | US36 ×2Doppelplatin · (22 Wo.)US | Erstveröffentlichung: 15. Juni 2012 Verkäufe: + 2.080.000, French Montana feat. Rick Ross, Drake & Lil Wayne |
| 2012 | Party Encore –                                | — | — | — | — | — | Erstveröffentlichung: 15. Juni 2012 JayKay feat. Lil Wayne, Rick Ross & Mack 10 |
| 2012 | I Wish You Would Kiss the Ring                | — | — | — | — | US78 Gold · (2 Wo.)US | Erstveröffentlichung: 27. Juni 2012 Verkäufe: + 500.000, DJ Khaled feat. Kanye West & Rick Ross |
| 2013 | Dope Hotel California                         | — | — | — | — | US68 Gold · (10 Wo.)US | Erstveröffentlichung: 15. Januar 2013 Tyga & Rick Ross |
| 2013 | Bugatti Trials & Tribulations                 | — | — | — | — | US33 Platin · (20 Wo.)US | Erstveröffentlichung: 29. Januar 2013 Ace Hood feat. Rick Ross & Future |
| 2013 | No New Friends Suffering from Success         | — | — | — | — | US37 Platin · (8 Wo.)US | Erstveröffentlichung: 19. April 2013 feat. Drake, Rick Ross & Lil Wayne |
| 2013 | Fire Trill OG "The Epilogue"                  | — | — | — | — | — | Erstveröffentlichung: 17. September 2013 Bun B feat. Rick Ross, 2 Chainz & Serani |
| 2014 | New Flame X                                   | — | — | — | UK10 Gold · (7 Wo.)UK | US27 ×4Vierfachplatin · (22 Wo.)US | Erstveröffentlichung: 29. Juni 2014 Chris Brown feat. Usher & Rick Ross |
| 2016 | Do You Mind Major Key                         | — | — | — | UK— SilberUK | US27 ×4Vierfachplatin · (20 Wo.)US | Erstveröffentlichung: 28. Juli 2016 DJ Khaled feat. Nicki Minaj, Chris Brown, Jeremih, Future, August Alsina & Rick Ross |
| 2017 | I’m On 3.0 The Truth, Pt.2                    | — | — | — | — | — | Erstveröffentlichung: 23. Juni 2017 Trae tha Truth feat. T.I., Dave East, Tee Grizzley, Royce da 5′9″, Curren$y, D.R.A.M., Snoop Dogg, Fabolous, Rick Ross, Chamillionaire, G-Eazy, Styles P., E-40, Mark Morrison & Gary Clark jr. |
| 2018 | Big Dreams Flizzy                             | DE67 (1 Wo.)DE | — | — | — | — | Erstveröffentlichung: 2. Februar 2018 Fler feat. Rick Ross |
| 2018 | What’s Free Championships                     | — | — | — | UK55 (1 Wo.)UK | US20 Gold · (2 Wo.)US | Erstveröffentlichung: 30. November 2018 Meek Mill feat. Rick Ross und Jay-Z |
| 2019 | Money in the Grave The Best in the World Pack | DE57 (6 Wo.)DE | AT48 (5 Wo.)AT | CH30 (14 Wo.)CH | UK13 Platin · (16 Wo.)UK | US7 ×6Sechsfachplatin · (23 Wo.)US | Erstveröffentlichung: 15. Juni 2019 Verkäufe: + 7.785.000; Drake feat. Rick Ross |
| 2019 | Down Like That Dissimulation                  | — | — | — | UK10 Gold · (11 Wo.)UK | — | Erstveröffentlichung: 15. Juni 2019 KSI feat. Rick Ross, Lil Baby & S-X |
| 2020 | Scarface Genkidama                            | DE15 (4 Wo.)DE | AT23 (2 Wo.)AT | CH25 (2 Wo.)CH | — | — | Erstveröffentlichung: 29. Mai 2020 Farid Bang feat. Capo & Rick Ross |
| 2024 | Saturday Night Special The Force              | — | — | — | — | — | Erstveröffentlichung: 14. Juni 2024 LL Cool J feat. Fat Joe & Rick Ross |
| Folgende Lieder erschienen nicht als Single, wurden aber durch das Album zum Download und Streaming bereitgestellt und konnten somit eine Platzierung erlangen: |                                               | | | | | | |
| |                                               | | | | | | |
| 2011 | Ambition                                      | — | — | — | — | US81 Platin · (1 Wo.)US | Erstveröffentlichung: 26. Oktober 2011 Wale feat. Meek Mill & Rick Ross |
| 2021 | Lemon Pepper Freestyle Scary Hours 2          | DE76 (1 Wo.)DE | AT56 (1 Wo.)AT | CH32 (2 Wo.)CH | UK6 Silber · (9 Wo.)UK | US3 (5 Wo.)US | Charteinstieg: 12. März 2021 Drake feat. Rick Ross |
| 2021 | You Only Live Twice Certified Lover Boy       | — | — | — | — | US25 (2 Wo.)US | Charteinstieg: 18. September 2021 Drake feat. Lil Wayne & Rick Ross |
| 2022 | God Did                                       | — | — | — | UK50 (2 Wo.)UK | US17 Gold · (3 Wo.)US | Charteinstieg: 10. September 2022 DJ Khaled feat. Rick Ross, Lil Wayne, Jay-Z, John Legend & Friday |
| 2024 | Everyday Hustle We Don’t Trust You            | — | — | — | — | US38 (2 Wo.)US | Charteinstieg: 6. April 2024 Future & Metro Boomin feat. Rick Ross |
| 2025 | Numb Roze suze                                | — | AT31 (2 Wo.)AT | — | — | — | Charteinstieg: 13. Juni 2025 Jala Brat & Buba Corelli feat. Rick Ross |

## Videoalben und Musikvideos

### Videoalben
- 2008: Street Certified

### Musikvideos
| - 2006: Hustlin’ - 2007: Push It - 2007: Speedin’ - 2008: The Boss - 2008: Street Money - 2008: Here I Am - 2008: This Is the Life - 2008: Yams - 2008: Throw It in the Sky - 2008: Magic - 2008: Illustrious - 2008: Mafia Music - 2009: Magnificent - 2009: All I Really Want - 2009: In Cold Blood - 2009: Valley of Death - 2009: Rich Off Cocaine - 2009: Yacht Club (Remix) - 2009: Cigar Music - 2009: Gunplay - 2009: Face - 2009: Boss Lady - 2009: War - 2009: Go - 2009: Lay Back - 2009: Gangsta **** - 2009: Got a **** - 2009: Maybach Music 2.5 | - 2009: Finer Things - 2009: Addicted 2 Money - 2009: Angels (Remix) - 2009: Mafia Music 2 - 2009: Oh Let’s Do It (Remix) - 2010: Super High - 2010: B.M.F. (Blowin’ Money Fast) - 2010: Sweet Life - 2010: Aston Martin Music - 2010: I’m Not a Star - 2010: MC Hammer - 2010: Veterans Day - 2010: Another One - 2010: Nasty - 2010: 9 Piece - 2010: Even Deeper - 2010: Monster - 2011: Welcome to My Hood - 2011: Ashes to Ashes - 2011: Devil in a New Dress - 2011: 10 Bricks - 2011: Make It Rain (Remix) - 2011: Retro Super Future II - 2011: The Way You Love Me - 2011: Made Men - 2011: Tupac Back - 2011: Ima Boss |

## Promoveröffentlichungen
Promo-Singles
- 2013: Who Do We Think We Are (John Legend feat. Rick Ross)

## Sonderveröffentlichungen

### Gastbeiträge
| - 2000: Ain’t S**t to Discuss (Erick Sermon feat. Noah & Rick Ross) - 2002: Told Ya’ll (Trina feat. Rick Ross) - 2005: ****es & Bizness (Boyz N Da Hood feat. Rick Ross) - 2005: I Gotta (Trina feat. Rick Ross) - 2006: Money Maker (Too Short feat. Pimp C & Rick Ross) - 2006: Born-N-Raised (DJ Khaled feat. Trick Daddy, Pitbull & Rick Ross) - 2006: Watch Out (DJ Khaled feat. Akon, Styles P, Fat Joe & Rick Ross) - 2007: I’m a Boss (****ry Boi feat. Rick Ross & Slim Thug) - 2007: Roll on Em (Chingy feat. Rick Ross) - 2007: Paper (Boyz n da Hood feat. Rick Ross) - 2007: Intro (We the Best) (DJ Khaled feat. Rick Ross) - 2007: Brown Paper Bag (DJ Khaled feat. Young Jeezy, Dre, Juelz Santana, Rick Ross, Lil Wayne & Fat Joe) - 2007: **** I’m From Dade County (DJ Khaled feat. Trick Daddy, Trina, Rick Ross, Brisco, Flo Rida, C-Ride & Dre) - 2007: Brand New (Yung Joc feat. Snoop Dogg & Rick Ross) - 2007: The Dirty South (Redd Eyezz feat. David Banner, Rick Ross & Brisco) - 2007: Cocaine (UGK feat. Rick Ross) - 2007: Feds Takin’ Pictures (DJ Drama feat. Young Jeezy, Willie The Kid, Jim Jones, Rick Ross, Young Buck & T.I.) - 2007: I’m Boss (Ice Water Inc. feat. Rick Ross & Raekwon) - 2008: Birthday (Flo Rida feat. Rick Ross) - 2008: Hoodtails (Bizzy Bone feat. Rick Ross) - 2008: Hot Commodity (Trina feat. Rick Ross) - 2008: Put Ya Paper on It (Bloodsport feat. Rick Ross) - 2008: Go Hard (Vic Damone feat. Rick Ross) - 2008: I’m Rollin (Rome feat. Rick Ross, C-Ride, Dre & Joe Hound) - 2008: Get It (Charlie Hustle feat. Rick Ross & K.C.) - 2008: I Just Wanna (BSU feat. Rick Ross, Brisco & Haitian Fresh) - 2008: Wipping the Bass (Unsivilized feat. Rick Ross) - 2008: Put Em on the Line (Diego feat. Rick Ross) - 2008: I’m So High (Grind Mode feat. Rick Ross) - 2008: You See Da Boss (Cash Crop feat. Rick Ross) - 2008: A Miracle (Webbie feat. Rick Ross & Birdman) - 2008: Ecstasy (Danity Kane feat. Rick Ross) - 2008: Activate (Natasia Pena feat. Rick Ross) - 2008: Hustlin’ Time (Fuego feat. Rick Ross) - 2008: Curtain Call (Nina Sky feat. Rick Ross) - 2008: U Ain’t Him (Nelly feat. Rick Ross) - 2008: Money Right (Flo Rida feat. Brisco & Rick Ross) - 2008: Straight Out the Rarri (Young Jeezy feat. Rick Ross) - 2008: Southern Gangsta (Ludacris feat. Rick Ross & Playaz Circle) - 2008: King of the World (Razah feat. Rick Ross & Bun B) - 2008: Durty South (Three 6 Mafia feat. Slim Thug, Busta Rhymes & Rick Ross) - 2008: Dope Boys Dream (Red Eyezz feat. Rick Ross & Bun B) - 2008: Go Ahead (DJ Khaled feat. Fabolous, Rick Ross, Flo Rida, Fat Joe & Lloyd) - 2008: Bullet (DJ Khaled feat. Rick Ross & Baby Cham) - 2008: Blood Money (DJ Khaled feat. Brisco, Rick Ross, Ace Hood & Birdman) - 2008: Dope Boys Dream (Red Eyezz feat. Rick Ross & Bun B) - 2008: Kick in the Door (DJ Khaled feat. Rick Ross & Dela Candela) | - 2009: Get It Together (Masspike Miles feat. Rick Ross) - 2009: Wrong Lover (J.Holiday feat. Rick Ross) - 2009: Fruity (Ace Boon Coon feat. Rick Ross & Young Dro) - 2009: Yayo (Flo Rida feat. Brisco, Billy Blue, Ball Greezy, Rick Ross, Red Eyezz, Bred, Pitbull & Ace Hood) - 2009: Throw Em in the Sky (Rick Ross feat. Frank Lini & Triple C) - 2009: I’m Fresh (DJ Drama feat. Mike Jones, Rick Ross & Trick Daddy) - 2009: You Should’ve Killed Me (K. Michelle feat. Rick Ross) - 2009: Imma Zoe (Black Dada feat. Rick Ross & Birdman) - 2009: 911 (Shawty Lo feat. Rick Ross, Bun B & Lyfe Jennings) - 2009: All About the Money (Gucci Mane feat. Rick Ross) - 2009: Fed Up (DJ Khaled feat. Usher, Young Jeezy, Rick Ross & Drake) - 2010: Whitney and Bobby (Jay’Ton feat. Rick Ross, Trae & Young Buck) - 2010: Everything You Want (Aaron Da JEDI Feat. Rick Ross & Usher) - 2010: Put Your Hands Up (DJ Khaled feat. Young Jeezy, Rick Ross & Plies) - 2010: Inkredible (Trae feat. Lil Wayne & Rick Ross) - 2010: I Am the Streets (Trae feat. Rick Ross, The Game & Lloyd) - 2010: Hello Good Morning (Diddy Dirty Money feat. T.I. & Rick Ross) - 2010: Not Like My Girl (Avery Storm feat. Rick Ross) - 2010: Window Seat (Erykah Badu feat. Rick Ross) - 2010: All In One Swipe (Mack Maine feat. Rick Ross & Birdman) - 2010: Pullin’ on Her Hair (Marques Houston feat. Rick Ross) - 2010: Suicide Dows (Slim Thug feat. Rick Ross) - 2010: Pledge Allegiance (T.I. feat. Rick Ross) - 2010: Give It to Em (Akon feat. Rick Ross) - 2010: Down Here (Petey Pablo feat. Rick Ross & Lil Wayne) - 2010: Grindin’ All Night (Roccett feat. Rick Ross & Bun B) - 2010: So In Love (Chrisette Michele feat. Rick Ross) - 2010: The Way You Love Me (Keri Hilson feat. Rick Ross) - 2010: America’s Most Wanted (Jalil Lopez feat. Rick Ross & DJ Khaled) - 2010: Like I See It (Jah Cure feat. Rick Ross & Mavado) - 2010: Living Better Now (Jamie Foxx feat. Rick Ross) - 2010: Just In Case (Rocko feat. Rick Ross) - 2010: Teenage Numbers (Yo Gotti feat. Rick Ross) - 2010: Dollar Sign (Three 6 Mafia feat. Rick Ross) - 2010: How We Do It (Slim Thug feat. Rick Ross) - 2010: Devil in a New Dress (Kanye West feat. Rick Ross, US: ×2Doppelplatin ) - 2011: Can a Drummer Get Some (Travis Barker feat. Swizz Beatz, Game, Lil Wayne & Rick Ross) - 2011: 600 Benz (Wale feat. Rick Ross) - 2011: In Da Box (Sean Garrett feat. Rick Ross) - 2011: Maybe She Will (Lil Wayne feat. Drake & Rick Ross) - 2011: Heavy Artillery (Game feat. Beanie Sigel und Rick Ross) - 2011: Break My Heart (Estelle feat. Rick Ross) - 2011: 100 Keyz (Big Sean feat. Rick Ross & Pusha T) - 2011: Bottles & Rockin’ J’s (Game feat. DJ Khaled, Fabolous, Lil Wayne, Busta Rhymes, Rick Ross und Teyana Taylor) - 2011: Ugh (Yung Joc feat. Rick Ross) - 2011: 10 Summaz (Tity Boi feat. Rick Ross) - 2011: Free Spirit (Drake feat. Rick Ross) - 2011: Lord Knows (Drake feat. Rick Ross) - 2012: I Am Your Leader (Nicki Minaj feat. Cam’ron und Rick Ross) |

### Remixe
| - 2006: Promiscuous (Remix) (Nelly Furtado feat. Rick Ross & Timbaland) - 2008: Spotlight (Remix) (Jennifer Hudson feat. Rick Ross) - 2008: For the Hood (Remix) (Rob G feat. Rick Ross) - 2008: Shone (Remix) (Ball Greezy feat. Rick Ross) - 2008: Touch My Body (Tricky Remix) (Mariah Carey feat. Rick Ross & The-Dream) - 2008: Singe Again (Remix) (Trina feat. Rick Ross, Plies & Lil Wayne) - 2008: In the Ayer (Remix) (Flo Rida feat. Rick Ross & Brisco) - 2008: Died in Ya Arms (Remix) (Smitty feat. T-Pain, Junior Reid & Rick Ross) - 2008: 6 in the Morning (Remix) (Sean Garrett feat. Rick Ross) - 2008: Foolish (Remix) (DJ Khaled feat. Shawty Lo, Birdman, Rick Ross & Jim Jones) - 2009: Dope Boys (Remix) (The Game feat. Rick Ross & Antagonist) - 2009: Cause a Scene (Remix) (Teairra Marí feat. Flo Rida & Rick Ross) - 2009: Chevy Anthem (Remix) (Mon E.G. feat. Rick Ross & Yo Gotti) - 2009: On My Side (Remix) (D. Woods feat. Rick Ross) - 2010: Rude Boy (Remix) (Rihanna feat. Rick Ross) - 2010: Maybe (Remix) (Rocko feat. Rick Ross, Gucci Mane & Soulja Boy) | - 2010: Tangerine (Remix) (Big Boi feat. Rick Ross, Fabolous & Bun B) - 2010: Gucci Time (Remix) (Gucci Mane feat. Swizz Beatz & Rick Ross) - 2010: Deuces (Remix) (Chris Brown feat. Lil Wayne, Gucci Mane, Drake, T.I., Kanye West, Rick Ross, André 3000 & Fabolous) - 2010: Looking for Love (Remix) (Diddy feat. Usher & Rick Ross) - 2010: Freeze Me (Remix) (Young Dro feat. Rick Ross, Yung L.A., Gucci Mane & T.I.) - 2010: Find Your Love (Remix) (Drake feat. Rick Ross) - 2011: Choppa Choppa Down (Remix) (French Montana feat. Rick Ross, Gucci Mane und Wiz Khalifa) - 2011: Inkredible (Remix) (Trae feat. Jadakiss, Lil Wayne, Rick Ross und Game) - 2011: Your Love (Remix) (Diddy-Dirty Money feat. Trey Songz & Rick Ross) - 2011: Hustle Hard (Remix) (Ace Hood feat. Swizz Beatz, Young Jeezy, Maino, Yo Gotti, Rick Ross & Lil Wayne) - 2011: 6 Foot 7 Foot (Remix) (Lil Wayne feat. Cory Gunz, Rick Ross, Nicki Minaj, Drake, Tyga, Gucci Mane, Eminem, Bow Wow & Ace Hood) - 2013: I Wanna Be with You (DJ Khaled feat. Nicki Minaj & Rick Ross) |

## Statistik

### Chartauswertung
|                     | DE    | AT    | CH    | UK    | US     |
| ------------------- | ----- | ----- | ----- | ----- | ------ |
| Nummer-eins-Alben   | DE—DE | AT—AT | CH—CH | UK—UK | US5US  |
| Top-10-Alben        | DE—DE | AT—AT | CH—CH | UK1UK | US10US |
| Alben in den Charts | DE1DE | AT—AT | CH4CH | UK5UK | US13US |

|                       | DE    | AT    | CH    | UK    | US     |
| --------------------- | ----- | ----- | ----- | ----- | ------ |
| Nummer-eins-Singles   | DE—DE | AT—AT | CH—CH | UK—UK | US—US  |
| Top-10-Singles        | DE—DE | AT—AT | CH—CH | UK3UK | US3US  |
| Singles in den Charts | DE7DE | AT4AT | CH4CH | UK7UK | US51US |

### Auszeichnungen für Musikverkäufe
| Silberne Schallplatte - Vereinigtes Königreich - 2024: für das Lied Ali Bomaye Goldene Schallplatte - Australien - 2024: für das Lied Lemon Pepper Freestyle - Brasilien - 2020: für die Single Do You Mind - 2023: für die Single Bugatti - 2024: für die Single I’m on One - Dänemark - 2024: für das Lied Devil in a New Dress - Frankreich - 2020: für die Single Money in the Grave - Italien - 2017: für die Single Purple Lamborghini - 2020: für die Single Money in the Grave - 2024: für das Lied Gangster of Love - Kanada - 2016: für die Single Purple Lamborghini - 2019: für die Single Gold Roses - 2021: für das Lied Ambition - Polen - 2023: für die Single Purple Lamborghini - 2024: für die Single Money in the Grave - Spanien - 2024: für die Single Money in the Grave - Vereinigte Staaten - 2014: für das Lied So Sophisticated - 2021: für das Lied Thug Cry | Platin-Schallplatte - Australien - 2019: für die Single New Flame - Kanada - 2013: für die Single All I Do Is Win - 2019: für die Single Pop That - 2025: für die Single Money in the Grave - Neuseeland - 2020: für die Single Purple Lamborghini - 2022: für die Single Monster - 2023: für die Single All I Do Is Win - Portugal - 2020: für die Single Money in the Grave 2× Platin-Schallplatte - Australien - 2022: für die Single Do You Mind - 2023: für die Single Purple Lamborghini - Neuseeland - 2022: für die Single Money in the Grave - 2023: für die Single New Flame 4× Platin-Schallplatte - Australien - 2022: für die Single Money in the Grave Diamantene Schallplatte - Brasilien - 2024: für die Single Money in the Grave |

Anmerkung: Auszeichnungen in Ländern aus den Charttabellen bzw. Chartboxen sind in ebendiesen zu finden.
| Land/RegionAuszeichnungen für Musikverkäufe (Land/Region, Auszeichnungen, Verkäufe, Quellen) | Silber     | Gold       | Platin       | Diamant  | Verkäufe   | Quellen             |
| -------------------------------------------------------------------------------------------- | ---------- | ---------- | ------------ | -------- | ---------- | ------------------- |
| Australien (ARIA)                                                                            | —          | Gold1      | 9× Platin9   | —        | 665.000    | aria.com.au         |
| Brasilien (PMB)                                                                              | —          | 3× Gold3   | —            | Diamant1 | 250.000    | pro-musicabr.org.br |
| Dänemark (IFPI)                                                                              | —          | Gold1      | Platin1      | —        | 135.000    | ifpi.dk             |
| Frankreich (SNEP)                                                                            | —          | Gold1      | —            | —        | 100.000    | snepmusique.com     |
| Italien (FIMI)                                                                               | —          | 3× Gold3   | —            | —        | 110.000    | fimi.it             |
| Kanada (MC)                                                                                  | —          | 3× Gold3   | 2× Platin2   | —        | 675.000    | musiccanada.com     |
| Neuseeland (RMNZ)                                                                            | —          | —          | 7× Platin7   | —        | 210.000    | radioscope.co.nz    |
| Polen (ZPAV)                                                                                 | —          | 2× Gold2   | —            | —        | 50.000     | olis.pl             |
| Portugal (AFP)                                                                               | —          | —          | Platin1      | —        | 10.000     | Einzelnachweise     |
| Spanien (Promusicae)                                                                         | —          | Gold1      | —            | —        | 30.000     | elportaldemusica.es |
| Vereinigte Staaten (RIAA)                                                                    | —          | 19× Gold19 | 53× Platin53 | —        | 62.500.000 | riaa.com            |
| Vereinigtes Königreich (BPI)                                                                 | 8× Silber8 | 3× Gold3   | 2× Platin2   | —        | 4.000.000  | bpi.co.uk           |
| Insgesamt                                                                                    | 8× Silber8 | 37× Gold37 | 75× Platin75 | Diamant1 |            |                     |